# Chemin de fer de la côte est du Nouveau-Brunswick
Le Chemin de fer de la Côte Est du Nouveau-Brunswick ou New Brunswick East Coast Railway en anglais (sigle AAR: NBEC) est un chemin de fer long de 500 kilomètres opérant au Nouveau-Brunswick entre Campbellton et Pacific Junction près de Moncton, avec d'importants embranchements entre Dalhousie Junction et Dalhousie, Nepisiguit Jonction et Brunswick Mines, et de Nelson vers Chatham.
La ligne principale et ses embranchements formaient autrefois la deuxième ligne principale du Canadien National entre Montréal et Moncton. La route fut construite au départ par le Chemin de fer Intercolonial. Le NBEC commença les opérations le 26 janvier 1998 et appartient à la Société des chemins de fer du Québec.
Les principales marchandises transportées par le chemin de fer sont le minerai de zinc, les produits chimiques, les produits forestiers et les produits industriels.
Le train de passagers L'Océan (Montréal-Halifax) de VIA Rail circule tout le long de la subdivision Newcastle du NBEC.